# Italiano regionale della Sardegna

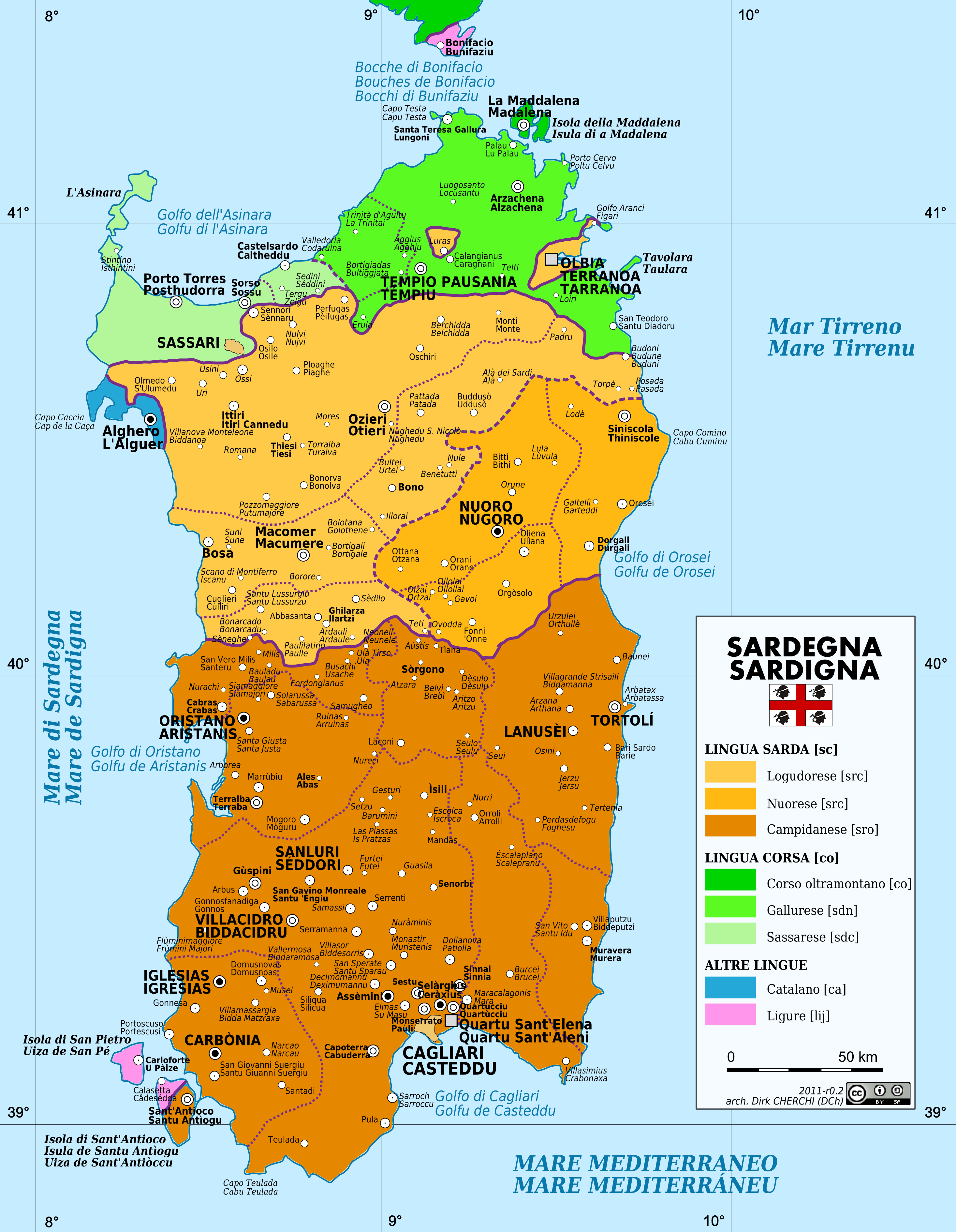
Mappa delle lingue e dei dialetti parlati in Sardegna.

L'italiano regionale della Sardegna si differenzia rispetto a quello standard per aspetti sintattici, fonetici e lessicali per l'influenza delle lingue locali come il sardo, le varianti sassarese e gallurese, l'algherese e il tabarchino.

## Storia
L'antesignano dell'italiano, ovvero il toscano, si era diffuso un poco nella Sardegna settentrionale durante il medioevo, soprattutto per via della vicinanza geografica con la Corsica, ma anche dell'influenza politica e commerciale esercitata dalle repubbliche marinare. L'influenza del toscano medievale nel corso dei secoli è documentata nel vocabolario della lingua sarda, la quale conserva, oltre a quelli contemporanei dell'italiano, un qual certo numero di prestiti linguistici ormai perfettamente adattati alla fonetica sarda e, perciò, spesso difficilmente riconoscibili. Malgrado ciò, nella Sardegna medievale si registra una netta prevalenza di documenti scritti in lingua sarda, oltre che in quelle iberiche.
La definitiva annessione aragonese portò all'utilizzo ufficiale del catalano prima e dello spagnolo poi fino al XVIII secolo, accompagnato al sardo in second'ordine (ovviamente per i documenti per i quali non era necessario l'uso del latino).
L'italiano come lingua scritta e di cultura venne invece sancito nel momento in cui i Savoia, ricevuta l'isola in cambio della Sicilia nel 1720, imposero in Sardegna tale idioma come lingua ufficiale in Sardegna, nel 1760. 
L'italianizzazione dell'insegnamento e dell'amministrazione, nelle intenzioni dei funzionari sabaudi, avrebbe condotto la Sardegna nell'alveo culturale della penisola, attraverso il suo allineamento con la terraferma: infatti, rispetto a un'isola informata ai modelli culturali iberici, nel Principato di Piemonte e nella contea di Nizza l'italiano era già stato ufficialmente adottato due secoli prima attraverso l'Editto di Rivoli, a certificazione di una situazione linguistica de facto preesistente negli Stati sardi di terraferma.
In età contemporanea si assiste, anche in Sardegna, all'utilizzo ormai preponderante della sola lingua italiana, che si sarebbe realizzato in sostanza dalla fine della seconda guerra mondiale in poi con l'alfabetizzazione e i mezzi di comunicazione di massa.

### Origini
Nel secolo VIII l'egemonia mediterranea dei musulmani e le ripetute incursioni saracene portarono gradualmente all'abbandono dell'isola da parte dei Bizantini e nel secolo IX ebbe inizio l'epoca dei Giudicati.
È in questa fase storica che nell'isola ha inizio l'evoluzione del sardo come lingua ufficiale parlata e, in seguito, scritta: risalgono infatti alla seconda metà del secolo XI i primi documenti redatti in sardo medioevale e antico (la "carta volgare", il "privilegio logudorese" e la "donazione di Torchitorio").
Il secolo XI segnò anche l'inizio delle prime influenze dell'antesignano dell'italiano, il toscano, sulla lingua sarda: nel 1016 le flotte delle repubbliche marinare di Pisa e Genova sconfissero i saraceni e iniziò l'influenza delle due repubbliche, dapprima economica e culturale e in seguito politica. Dal secolo XI al secolo XIV il volgare sardo ottemperava a molte esigenze interne, sociali, culturali e politiche, ma i rapporti commerciali e politici sempre più stretti dei Giudicati con le repubbliche e la Chiesa resero necessario l'uso del latino e anche la lenta introduzione del volgare toscano. In questo periodo ci fu, nell'isola, una forte penetrazione economica e commerciale dei Pisani, a cui faceva seguito l'influenza sociale e culturale degli ordini monastici.
La lingua toscana si diffuse anche grazie anche allo stanziamento di monaci benedettini, camaldolesi e vallombrosiani nell'isola. Un importante documento in volgare toscano è il Breve di Villa di Chiesa, la cui redazione definitiva è del 1304, costituito da un codice di leggi della città mineraria di Villa di Chiesa (attuale Iglesias). Di epoca posteriore è il Breve portus kallaretani, redatto in latino ma pervenutoci nella traduzione toscana (1318-1319). In quegli stessi anni vide la luce un testo in latino, il Liber fondachi, importante inventario dei beni pisani nel Giudicato di Gallura, contenente un inserto in toscano (1317-1318) e l'elenco dei toponimi in sardo e toscano.
Nel corso del XIII secolo, i Pisani estesero la loro egemonia in parte dell'isola corrispondente ai territori del comune di Sassari (poi sotto l'influenza di Genova), del Giudicato di Gallura e del Giudicato di Cagliari e, indirettamente, al Giudicato di Arborea, l'unico che rimase indipendente dall'influenza pisana e genovese. Il dominio pisano su questi territori cessò con la realizzazione del Regno di Sardegna e Corsica nella prima metà del secolo XIV, quando ebbe inizio la dominazione catalano-aragonese, a cui fece seguito, nel secolo XV, quella spagnola.
Esiste un qual certo dibattito sull'ipotesi che le varianti meridionali del sardo abbiano subito delle modificazioni nella sua struttura fonetica, come conseguenza dell'influenza culturale e linguistica toscana che dovette portare con sé il controllo diretto di Cagliari e di parte del Campidano da parte di Pisa, ma è certo che vi fu, nel sardo di tutta l'isola, l'incorporamento di un gran numero di vocaboli di origine toscana che furono individuati da Max Leopold Wagner.
La commistione tra gli elementi pisani, genovesi, corsi e sardi avrebbe propiziato nella regione del sassarese la nascita e lo sviluppo della lingua omonima. Le origini "pisane" della parlata risalirebbero alle influenze delle repubbliche marinare sulla città
, mentre secondo un'altra ipotesi il sassarese, come il gallurese, sarebbe nato come conseguenza di un consistente flusso migratorio dalla Corsica meridionale, come suggerito dai più antichi documenti che ne parlino, le lettere scritte da due gesuiti spagnoli e datate al 1561. In questo caso, il fondo toscano del sassarese sarebbe solo indiretto e piuttosto mediato dall'influenza di un corso ormai toscanizzato, importato dalla folta comunità dei vicini isolani residente in città.

### La Sardegna nelle Corone d'Aragona e spagnola
Per quattro secoli le vicende della Sardegna si legarono a quelle della penisola iberica, più che a quelle della penisola italiana.
La durata plurisecolare e l'influenza del periodo aragonese-spagnolo fu di portata tale che il catalano ed il castigliano sono, dopo il latino, le lingue che hanno avuto il maggiore influsso sul sardo. Purtuttavia, l'internazionalizzazione europea del rinascimento italiano avrebbe determinato la riaccensione di un qual certo interesse da parte degli isolani nei confronti della cultura italiana. Durante quest'epoca, l'italiano era associato ad alcuni strati sociali delle città che mantenevano rapporti commerciali con l'Italia, soprattutto Genova. Della fine del XV secolo è il cosiddetto "codice di Borutta" (Sassari), composto da laudi di carattere religioso redatte in toscano. Va inoltre citata una raccolta di poesie in italiano (Rime diverse, 1595) ad opera di uno scrittore sardo originario di Bosa, Pietro Delitala: le Rime furono influenzate dal Tasso sotto il profilo formale, mentre il mondo poetico evocato ricorda quello petrarchesco.
Nella seconda metà del Cinquecento, nelle più importanti biblioteche sarde i testi stampati in Italia furono numerosi: nel 1573, un inventario effettuato in una delle più prestigiose biblioteche private del regno di Sardegna, quella dell'arcivescovo di Cagliari Antonio Parragués de Castillejo, rivela che il 50% dei libri conservati proveniva da Venezia e da Basilea, il 28% dalla Francia (nello specifico Parigi e Lione), un 7% da altre città italiane (soprattutto Roma), un 8% da alcune città tedesche e un 5,5% dalle Fiandre; pochi sarebbero stati i testi propriamente spagnoli e due soli quelli pubblicati a Cagliari. Ciononostante, secondo le stime della scuola di Bruno Anatra, circa l'87% dei libri stampati nella capitale del Regno era in spagnolo.
Nonostante tutto, la lingua italiana ebbe una qual certa diffusione presso le classi sarde più colte nel Cinquecento e nei primi decenni del Seicento. Alla riattivazione del tribunale dell'inquisizione nell'isola, la sua gestione venne affidata soprattutto a funzionari spagnoli, giacché si riteneva che i nativi fossero più inclini alla nazione francese e a quella italiana che a quella spagnola. In una sessione parlamentare convocata da Don Alvaro de Madrigal, viceré del regno sardo dal 1556 al 1569, su proposta dello stamento militare si ordinò che gli statuti di Iglesias e Bosa redatti in toscano, nonché i capitoli della città di Sassari redatti in genovese o italiano, fossero piuttosto tradotti in sardo o in catalano. Gli statuti di Sassari sarebbero stati approvati nel 1565 in italiano e un nuovo Parlamento, convocato dal viceré conte d'Elda, fu costretto a reiterare la richiesta nel 1603. Nel 1559, una prammatica di Filippo II ingiunse ai suoi sudditi di non studiare in università straniere: tale misura colpì, fra gli altri, quei sardi che proseguivano gli studi nelle università italiane. Si stima che nel XVI secolo nella sola università di Pisa si laurearono 148 sardi, numero salito a 296 nel XVII secolo. Purtuttavia, tale divieto non riuscì, nelle parole di Francesco Alziator, ad «...arginare questo flusso della gioventù studiosa che dalla Sardegna verso la penisola italiana» si muoveva. Nel 1567, fu fatto divieto ai gesuiti di usare sia la lingua italiana sia quella sarda nell'insegnamento, ma la vitalità di entrambe continuò a farsi sentire nei collegi. Secondo Bruno Anatra, nel 1598-99 il 77% dei gesuiti presente nell'isola era nativo della Sardegna, mentre il 14% proveniva dalla penisola italiana e il 7,5% era originario di quella iberica.

### La Sardegna sabauda
Dalla metà del secolo XVIII, con le riforme di Giovanni Battista Lorenzo Bogino ebbe inizio l'introduzione in Sardegna dell'italiano come lingua ufficiale, il cui statuto dura fino ai giorni nostri. La Sardegna era diventata un Regno sabaudo nel 1720, dapprima come entità autonoma e successivamente unitaria nel 1847 attraverso la fusione perfetta. L'inizio del Regno sabaudo s'inseriva in un contesto socio-culturale marcatamente condizionato da cinque secoli d'influenza iberica. Per tutto il Settecento, le lingue locali erano diffuse sia negli strati sociali bassi, ivi comprese le comunità ecclesiastiche rurali, sia in quelli alti, che tuttavia impiegavano spesso e volentieri lo spagnolo, e in determinati contesti sopravvisse persino il catalano, usati per la pubblicazione di alcuni documenti anche dopo il 1720. Negli strati ecclesiastici alti si diffondeva invece l'uso del latino e del sardo letterario.
Nella seconda metà del Settecento l'italiano diventò lingua ufficiale, per la volontà dei Savoia di allineare culturalmente l'isola agli Stati continentali, nei quali l'italiano era da ormai due secoli lingua ufficiale. Sia pur lentamente, iniziò a diffondersi attraverso l'insegnamento, interessando comunque determinati strati sociali. È nel secolo XIX che avvenne una forte penetrazione dell'italiano, soprattutto come lingua scritta, mentre il sardo continuò ad essere usato come lingua parlata, in una popolazione presso la quale l'analfabetismo arrivava a cifre significative.
Fu infine con la Fusione Perfetta, nel 1847, che il sardo venne nettamente declassato in termini di prestigio rispetto all'italiano; nelle parole di Antonietta Dettori, ciò comportò che «la ‘lingua della sarda nazione’ perse il valore di strumento di identificazione etnica di un popolo e della sua cultura, da codificare e valorizzare, per diventare uno dei tanti dialetti regionali subordinati alla lingua nazionale».
Insieme all'italiano, che si impose come lingua scritta per eccellenza, vi furono diverse pubblicazioni in sardo e gallurese, specie in contesti letterari o per necessità pratiche, come vocabolari bilingui e alcuni testi didascalici; in questo secolo vi fu inoltre un gran fiorire della poesia in sardo e, fino al Novecento inoltrato, quello della poesia rimase un ambito decisamente sardofono in Sardegna.
L'adozione dell'italiano nella burocrazia e nelle scuole, nel corso dei decenni successivi, avrebbe determinato la sua progressiva diffusione anche come lingua popolare (denominata ironicamente dalla comunità sardofona italianu porcheddìnu, ovvero "italiano maialesco": un concetto simile a quello di latino "maccheronico"), dapprima nelle città e poi anche nelle aree rurali.

### La Sardegna contemporanea
Generalmente si ritiene che l'italiano regionale parlato dai sardi sia relativamente vicino al modello standard, benché alcune ricerche ne abbiano posto in dubbio la sostanziale correttezza.
Gli studi linguistici che si sono intensificati negli ultimi anni hanno evidenziato una forte caratterizzazione dell'italiano regionale di Sardegna, con sensibili influenze da parte delle lingue locali, in parte lessicali e in parte sintattiche, morfologiche e grammaticali. Contemporaneamente si assiste a una progressiva scomparsa di queste lingue, che a sua volta subiscono interferenze profonde, soprattutto lessicali, da parte dell'italiano, sia pure con pesi diversificati nei suoi vari rami linguistici e nei suoi diversi ambiti sociolinguistici. Per arrestare questo declino, assai più rapido, profondo ed evidente nelle città, recentemente si cerca di promuovere, attraverso l'opera di diversi organismi, un processo di rivalorizzazione delle lingue locali che miri a consolidarne, in un contesto bilingue, la presenza nei vari ambiti di utilizzo.
La varietà linguistica dell'italiano regionale sardo, per quanto distinta, non sembra essere molto stabile, variando più della stessa lingua sarda in funzione degli ambiti geografici e sociali. La maggior parte delle differenze lessicali fra l'italiano standard e l'italiano della Sardegna, a parte poche parole di uso più diffuso, si riferiscono a un areale diastratico e geografico assai ridotto, che potrebbero far ricadere questa varietà linguistica sotto la definizione di semplice "gergo" ed etnoletto.

## L'italiano regionale della Sardegna

### Fonetica
Blasco Ferrer cita tre fenomeni principali appartenenti alla fonetica:
- Chiusura delle vocali toniche in dipendenza della vocale finale. Una persona proveniente dalla penisola pronuncerà allo stesso modo la e tonica di piede e di piedi, o la o tonica di buono e buoni. Un sardo, invece, chiude la e e la o nel plurale, a causa del timbro della vocale finale, la i. Così facendo attua senza rendersi conto un meccanismo che agisce anche nel sardo in condizioni analoghe, la metafonesi. Per questa ragione le parole "la pèsca" (il frutto) e " la pésca" (l'attività di pescare) vengono pronunciate entrambe con la e aperta, mentre "tu péschi" (verbo) e "i pèschi" (alberi) vengono pronunciate entrambe con la e chiusa.
- L'instabilità delle consonanti occlusive sorde e delle doppie, dovuta al fatto che il sardo fa corrispondere un suono fricativo a un suono occlusivo sordo dell'italiano e presenta una realizzazione oscillante nelle doppie, sicché si sente in sardo: "edade/i", "andadu", "fogu", o, in certi casi, "note" (per notte/notti), "fatu" (per fattu), "tropu" (per troppu), per cui spesso nell'italiano regionale si può sentire: "ettà", "andatto", "fuocco", o, più raramente, "note", "fato", "tropo".  A questo proposito è interessante notare che molte proposte di standardizzazione ortografica del sardo presentate negli ultimi cinquant'anni aboliscono la distinzione fra consonanti occlusive sorde doppie e scempie, scrivendo perciò "sa noti" (la notte), "apu fatu" (ho fatto), "su picu". Ciò è dovuto al fatto che in sardo non esiste distinzione tra consonante scempia e geminata, dato che vengono pronunciate tutte con la stessa intensità, più forte di una consonante scempia, ma più debole di una geminata. L'italiano invece fa una distinzione netta tra consonanti scempie e doppie e quindi per un sardo madrelingua alle prese con l'italiano come L2, distinguere la parola "fato" da "fatto", "fico" da "ficco", ecc, ha causato ambiguità nella pronuncia.
- Il mancato raddoppiamento fonosintattico, per esempio dopo la preposizione a: un italiano delle regioni centro-meridionali direbbe "a ccasa", mentre un sardo pronuncia "a casa" come un parlante del Settentrione.

### Sintassi
Sono diffusi alcuni costrutti sintattici mutuati dal sardo.
Uso del gerundio anziché dell'infinito per esprimere un'azione nel suo svolgersi, anche quando non è compiuta dal soggetto: per esempio "ho visto a Marco uscendo di casa" invece di "ho visto Marco uscire da casa".
(calco del sardo "apu biu a Marcu bessendi de domu"; costruzione condivisa dallo spagnolo, dal portoghese e dal catalano)
Complemento oggetto introdotto dalla preposizione "a" quando riferito a persona:
"ho visto a Giovanni" invece di "ho visto Giovanni".
(calco del sardo "apo bidu a Juanne"; caratteristica condivisa da spagnolo, catalano, napoletano e siciliano)
Complemento di vantaggio retto dall'ausiliare avere, anziché da essere:
"mi ho mangiato una mela" invece di "mi sono mangiato una mela" (calco del sardo "m'apo mandicau/papau una mela"; questa è una caratteristica comune a tutte le lingue romanze della penisola iberica). Tale costrutto è tipico del parlante sassarese anche colto e, in misura minore, nelle zone lugodoresi limitrofe, mentre non esiste in ambienti campidanesi
Formazione di frasi affermative, premessi da "già":
"già ci andrò" che significa "andrò sicuramente" (calco dal sardo: "jai b'ando / giai ddu ando / gei 'ndi bandu"); "già lo so" che significa "lo so" (calco dal sardo: "gei ddu sciu"/ "ja l'isco"); "già sei poco scemo" che significa "sei proprio uno scemo" (calco dal sardo: "giai ses pagu scimpru"/ "ja ses pagu maccu"; anche in questo caso, il sardo condivide questa caratteristica con spagnolo, portoghese e catalano).
Una nota a parte merita l'uso di alcuni verbi che nell'italiano regionale di Sardegna, per via dell'influsso del sardo, occupano un campo semantico diverso da quello dei loro corrispettivi italiani. Esempio di ciò è l'uso del verbo andare in Sardegna, laddove in italiano standard si preferirebbe usare venire. Il sardo, così come lo spagnolo, il catalano, il portoghese e numerose altre lingue, attribuisce al verbo andare l'accezione semantica di "recarsi in un luogo distante da quello in cui ci si trova", riservando quindi al verbo venire quella di "recarsi nel luogo in cui si è", oppure "accompagnare qualcuno nell'atto di recarsi in un luogo distante". Ecco che quindi nell'italiano di Sardegna si dice normalmente domani andrò a visitarti (cras apo a andare a t'abbisitare), mentre nell'italiano standard si direbbe nella maggior parte dei casi domani vengo a trovarti.

### Lessico e locuzioni
Secondo Blasco Ferrer, gli aspetti lessicali dell'italiano regionale in Sardegna sono riconducibili a differenti casi.
Un primo caso di sardismo lessicale è una commistione fra italiano popolare e italiano regionale. Si tratta di interferenze linguistiche dei registri bassi, tipici di chi parla il sardo come lingua madre e non ha una sufficiente formazione scolastica e padroneggia poco l'italiano. Al vocabolo italiano si sostituisce letteralmente quello sardo, con la stessa accezione, spesso con adattamenti grammaticali che tendono ad armonizzare foneticamente l'interferenza. La causa di questo sardismo popolare risiede nel possesso di un vocabolario italiano povero, per cui si tende a compensare spontaneamente le carenze lessicali attingendo a quello sardo. La frequenza del ricorso a questi sardismi è subordinata al rapporto che c'è fra competenza lessicale (in italiano), specificità tematica del linguaggio, uso comune del vocabolo. Il possesso di un lessico poverissimo porta a un ricorso frequente ai sardismi anche per termini d'uso comune.
La specificità del linguaggio può aumentare la frequenza del ricorso al sardismo, interessando anche persone con un maggior grado d'istruzione. La ridotta frequenza di alcuni termini nel linguaggio parlato può comportare il ricorso ai sardismi anche nei registri più alti, generalmente in forma colloquiale, da parte di persone che hanno l'italiano come lingua madre e che addirittura, a volte, neppure parlano il sardo abitualmente: in molti casi, infatti, i sardismi hanno raggiunto un livello di penetrazione e di frequenza d'uso tale che vengono reputati corretti in italiano nell'isola o, in concreto, nelle zone dove sono diffusi. Infatti, molti parlanti che utilizzano questi termini non sono a conoscenza dell'assenza degli stessi nell'italiano della penisola. Nella maggior parte dei casi, tuttavia, l'uso dei sardismi da parte di tali persone è associato alla consapevolezza del ricorso a un regionalismo: ad esempio, l'uso del sardismo merdona in luogo di ratto, equivale all'uso comune di pantegana nel Settentrione o di zoccola nel Meridione.
Non mancano, infine, occasioni relative a un uso più formale dei sardismi, e si possono trovare anche sotto forma scritta.

#### Esempi di sardismi nell'italiano
| Italiano regionale   | Termine locale                      | Italiano                                                                                            | Diffusione                     | Registro o contesto    | Esempio                                                             |
| -------------------- | ----------------------------------- | --------------------------------------------------------------------------------------------------- | ------------------------------ | ---------------------- | ------------------------------------------------------------------- |
| ajò                  | ajò                                 | andiamo, dai, sù, orsù!                                                                             | regionale, frequente           | colloquiale e formale  | ajò, non fare il furbo                                              |
| apixèdda             | apixèdda                            | Ape Piaggio (motocarro)                                                                             | Campidano, frequente           | colloquiale            | l'apixedda di Efisio                                                |
| bòbbo/bobboètto      | bobboi                              | dolcetto                                                                                            | regionale                      | colloquiale, infantile | se fai da bravo mamma ti compra il bòbbo                            |
| mommotti             | mommotti                            | l'uomonero                                                                                          | Campidano, sporadico           | colloquiale, infantile | se non fai da bravo, arriva mommotti!                               |
| babballotti, bobboi  | babballotti, bobboi                 | insetto/scarafaggio                                                                                 | Campidano, frequente           | colloquiale            | Attento, è entrato un babballotti in casa!                          |
| bòveda               | bòveda, bòvida                      | volta (costruzioni)                                                                                 | regionale, frequente           | colloquiale            | l'intonaco della boveda                                             |
| braghetta            | bragheta                            | cerniera                                                                                            | regionale                      | colloquiale            | chiuditi la braghetta                                               |
| carramazzina         | carramatzina                        | cianfrusaglie                                                                                       | Campidano, frequente           | colloquiale            | levami quella carramazzina!                                         |
| casciòne             | casciòni/cascione                   | cassone, vano di carico                                                                             | regionale, frequente           | colloquiale            | il cascione dell'apixedda                                           |
| cima (del carciofo)  | cima                                | gambo, scapo                                                                                        | regionale, frequente           | colloquiale            | taglio le cime?                                                     |
| eja/emmo             | eja/emmo/emmu                       | sì                                                                                                  | regionale, frequente           | colloquiale            | eja, va bene                                                        |
| feo                  | feu                                 | brutto                                                                                              | regionale, frequente           | colloquiale            | e poco sei feo                                                      |
| gana                 | gana                                | voglia                                                                                              | regionale, frequente           | colloquiale            | non ne ho proprio gana oggi                                         |
| làdiri               | làdiri                              | mattone crudo                                                                                       | Campidano, frequente           | colloquiale e scritto  | ho una casa in ladiri                                               |
| lolla                | lolla                               | loggiato, portico                                                                                   | Campidano, sporadico           | colloquiale            | ha dormito nella lolla                                              |
| mandrone             | mandrone/mandroni                   | pigro                                                                                               | regionale, frequente           | colloquiale            | sei un po' mandrone, o no?                                          |
| merdòna              | merdòna                             | ratto                                                                                               | Campidano, frequente           | colloquiale e formale  | ho visto una merdona                                                |
| motocarrozzella      | motocarrozzella                     | Motocarro                                                                                           | regionale, frequente           | colloquiale            | lo trasportiamo in motocarrozzella                                  |
| muntinaggio          | muntonarzu/muntronaxu/muntinaggiu   | immondezzaio                                                                                        | regionale, sporadico           | colloquiale            | hai un muntronaxo/muntinaggio di cose                               |
| pindaccio            | pindacciu                           | portajella, portasfiga                                                                              | regionale, frequente           | colloquiale            | fuori i pindacci!                                                   |
| stravanàto           | stravanau                           | bello, fuori dal comune                                                                             | Campidano, sporadico           | colloquiale            | quel posto è stravanato                                             |
| turro, turrato       | turrau                              | stordito, intontito, incosciente                                                                    | Campidano, sporadico           | colloquiale            | ma là che sei proprio turrato                                       |
| umbè                 | umbè                                | molto, tanto                                                                                        | sassarese, frequente           | colloquiale            | ho mangiato umbè                                                    |
| canadese             | canadese                            | tuta da ginnastica                                                                                  | Campidano e nuorese, frequente | colloquiale e formale  | per stare più comodo ti conviene metterti la canadese               |
| lobo                 | lobu                                | (pezzo di) salsiccia                                                                                | regionale                      | colloquiale            | quanti lobi vuole imbarcare?                                        |
| afferratoria         | affarratoria                        | rissa                                                                                               | sassarese, frequente           | colloquiale            | ogna afferratoria ieri notte in piazza Tola                         |
| cacciare, caccio     | cacciai, cacciu                     | vomitare, vomito                                                                                    | Campidano, frequente           | colloquiale            | attento al caccio che c'è in strada                                 |
| iazza                | iatza                               | gelo, ghiaccio, e quindi freddo                                                                     | sassarese, frequente           | colloquiale            | azz roba di iazza che c'è stanotte                                  |
| sussa                | sussa (sass.), surra (sardo)        | botte, scarica di colpi                                                                             | regionale, frequente           | colloquiale e formale  | razza di sussa che gli hanno dato                                   |
| craccare, craccato   | craccare/craccai                    | picchiare; falsificare qualcosa; essere bocciato                                                    | regionale, frequente           | colloquiale            | a Giovanni l'hanno craccato; questo cellulare è craccato            |
| (fare/fatto) a beffa | (fàghere/fàere /fai/ fattu) a beffa | (conciare/conciato) per le feste, sia per via di colpi ricevuti, sia per via di bevande trangugiate | regionale, frequente           | colloquiale            | cess già ti sei poco fatto a beffa alla festa ieri! eri cotto perso |

A volte non è immediatamente riscontrabile un legame diretto con il sardo, come nei casi di gaggio ("rozzo", nel senso di "persona di cattivo gusto"; uso colloquiale); scacciacqua ("impermeabile con cappuccio"; uso standard); melograno ("granata"; uso standard); birroncino (bottiglietta da 33 cl; uso standard); scioppino (birra da 20 o 25 cl; Campidano, uso standard); pappina o papina ("ceffone dato sulla nuca"; uso standard); pattana ("copricerchione", nella ruota di una macchina; uso standard); mirto o mirtino ("bicchierino di liquore di mirto", uso standard e molto esteso). Capita poi che i termini usati nell'italiano di Sardegna coincidano con altrettanti vocaboli dell'italiano standard, ma con un significato diverso rispetto a questi, oppure aggiungendogli una sfumatura sconosciuta fuori dall'isola. È questo il caso di spina (che in Sardegna indica anche una "birra alla spina, generalmente da 20 cl.", uso standard e molto esteso); spinetta ("birra alla spina da 20 cl."; colloquiale); pastina (in Sardegna indica una "brioche" e non una "minestrina"; uso standard e molto esteso); canadese (nel centro-sud dell'isola viene usato anche per indicare la "tuta da ginnastica"; uso standard e nel nord dell'isola indica la "tenda da campeggio"); cazzotto (in alcune zone indica un "calcio" e non un "pugno", significato che ritroviamo anche in sardo); vela (centro-sud e Olbia, "assenza ingiustificata da scuola"; uso standard e molto esteso); ferie (Sassari e Alghero, equivalente di vela; uso standard e molto esteso), tram (ad Alghero e Sassari indica "l'autobus cittadino"; uso standard e molto esteso); accozzo ("raccomandazione per ottenere un favore, spesso un posto di lavoro"; uso standard e molto esteso); incozzo (variante sassarese di accozzo).
Inoltre, alcuni dei termini in uso in Sardegna, anche se molto raramente in verità, sono annoverati anche nei maggiori dizionari di italiano, seppur senza un riferimento specifico all'uso sardo come regionalismo. Appartengono a questa categoria termini come imperiale (in Sardegna indica il "portabagagli che si colloca sulla capotta di un'automobile", uso pressoché scomparso fuori dall'isola); brigare (da brigare/brigai, "litigare, bisticciare, discutere", uso considerato letterario o arcaico altrove); paste (anche paste di crema; termine usato per indicare vari prodotti di pasticceria, generalmente, ma non sempre, farciti con crema, e che vengono chiamati con altri nomi altrove). Menzione particolare merita l'uso del termino gremio (gremi), apparentemente poco conosciuto in Italia, che in Sardegna, dove è stato mutato dal sardo che a sua volta l'ha ereditato dallo spagnolo e dal catalano, indica delle corporazioni di lavoratori, come i gremi dei Candelieri di Sassari o della Sartiglia di Oristano. La cosa singolare è che la parola gremio è di uso corrente nella lingua parlata così come in quella scritta non solo in Sardegna ma anche nell'italiano della Svizzera, nel Canton Ticino (la parola Gremium è altresì presente anche nella lingua tedesca, con lo stesso significato).
Sono poi degni di nota i termini riferiti a prodotti tipici, in alcuni casi originatisi nell'isola come nomi propri, per indicare generi alimentari, attrezzi o prodotti di vario tipo, e poi spesso diventati, attraverso il loro uso, nomi comuni che a volte indicano tutta una serie di prodotti relazionati con quello che ha dato origine al nome, anche se in alcuni casi leggermente diversi. Questi termini, usati molto frequentemente nell'italiano di Sardegna, hanno spesso varcato i confini dell'isola, ritagliandosi un loro spazio nella lingua italiana in generale, e diventando, in alcune occasioni, una sorta di "marchio di fabbrica" del "made in" Sardegna. È questo il caso, per esempio, di malloreddus (gnocchetti sardi); leppa o pattadese (da patadesa, originariamente riferito a un tipo di coltelli fabbricati a Pattada, paese della provincia di Sassari, e che poi sono passati a indicare un qualsiasi coltello a serramanico in manico d'osso di fattura sarda); fil'e ferru (l'acquavite tipica sarda); mirto (da licor'e murta, liquore ottenuto dalla pianta del mirto); zippole o zeppole (da tzìpulas, dolci di carnevale tipici, dalla caratteristica forma allungata e attorcigliata, chiamati anche arabe o con altri nomi fuori dall'isola); fatti e fritti, fatti fritti, frati fritti o para fritti (cfr. presumibilmente in origine una traduzione letterale di paras frissius, "frati fritti", termine che indica un tipo di ciambelle tonde e con il buco, senza ripieno, la cui forma richiama proprio la tipica chierica dei frati con la pelata al centro. Giovanni Secci); culurgiones (i tipici ravioli sardi); pane carasau (un tipo di pane tipico e molto diffuso, chiamato altrove "carta da musica"); pane gutiau (pane carasau condito con un goccio d'olio, salato e messo a tostare); pistocu (termine generico che, secondo le varie zone, si può riferire sia a un tipo di pane, sia a una varietà sarda di biscotti, is pistocus); maialetto o porcetto (maialetto arrostito al fuoco secondo l'uso sardo); fainè (simile alla farinata di origine ligure, diffusissima a Sassari e dintorni nonché a Carloforte, in quest'ultima con il nome di fainò; sia il nome di Sassari che quello di Carloforte, derivano dal genovese fainà/fainæ, che indica la stessa pietanza).
Oltre ai prestiti puri, abbiamo poi il fenomeno dei calchi, ossia le traduzioni letterali di locuzioni sarde in italiano, utilizzando una combinazione corrispondente di parole italiane che però, fuori dalla Sardegna, non hanno il significato che gli si dà nell'isola. Un esempio tipico di questo fenomeno è l'espressione brutta (o cattiva) voglia (da gana mala; uso standard e molto esteso) che indica "uno stato di nausea", non fa (Campidano, da no fait; uso standard e molto esteso), per dire "non è possibile, non funziona" oppure la forma cosa sembra? (centro Sardegna, da ite paret / parimus?; colloquiale), usata col significato di "come va?", generalmente per salutare un conoscente.
Ci sono poi i calchi semantici, ossia parole che esistono già in italiano, ma che nell'italiano di Sardegna assumono anche il significato di una parola sarda corrispondente, che quindi si aggiunge a quello che il termine già aveva in italiano, e che, perciò, molto spesso è sconosciuto o poco usato in Sardegna. La parola sarda che dà origine al calco semantico può coincidere totalmente con quella italiana, oppure può differenziarsi leggermente. Costituiscono dei calchi semantici le seguenti espressioni: cassare (da cassare/cassai, in Sardegna assume il significato di "acchiappare, prendere, afferrare, sorprendere, pescare", mentre in italiano indica "annullare, abrogare, abolire"; uso standard); novenario (da novenariu, in Sardegna indica anche un "santuario campestre dedicato al Santo di un paese"; uso standard e molto esteso), da cui l'aggettivonovenante ("persona che partecipa a una novena in onore di un santo, generalmente in un novenario", uso standard); cruda (da crua, "acerba", riferito alla frutta; colloquiale).

## Rapporto con l'italiano parlato in altre regioni
Riguardo al rapporto con l'italiano regionale di altre regioni, poco frequentemente si incontrano espressioni che calcano semanticamente o che si avvicinano a espressioni locali fuori dall'isola. È il caso di "Cosa sembra?" (Ite paret? / Ita parit?) che può essere assimilata all'utilizzo standard locale veronese di "com'è?" per intendere "come va?", generalmente utilizzato come saluto ad un conoscente.
Altresì, è da segnalare l'avverbio di tempo "avantieri" (o anche "avant'ieri", "avanti ieri", presente in diversi dizionari, anche online) che, malgrado sia da ritenere come una forma meno comune di "l'altro ieri", viene accomunata all'italiano regionale di Toscana, Sicilia e Calabria.
In altri casi, la mutazione di una parola italiana che ha avuto luogo in Sardegna può corrispondere nella sostanza a quella attuata in altre regioni italiane: è questo il caso della già menzionata apixedda (dal diminutivo in sardo del motocarro Ape); infatti, in Sicilia, e soprattutto a Palermo, il termine in uso per indicare tali veicoli è lapino, che altro appunto non è che il diminutivo di "l'Ape", in questo caso con l'articolo aggregato al nome.